# 43 Gründe, warum es AUS ist
43 Gründe, warum es AUS ist (engl. Why We Broke Up) ist ein von Daniel Handler geschriebener und von der Künstlerin und Designerin Maira Kalman illustrierter Roman aus dem Jahr 2011. Er hat einen Michael-L.-Printz-Preis erhalten. Eine geplante Verfilmung mit Hailee Steinfeld in der Hauptrolle ist nicht realisiert worden.

## Handlung
Min Green, eine sechzehnjährige, sensible, künstlerisch angehauchte Cineastin mit einem feinsinnigen Freundeskreis, und Ed Slaterton, Mädchenschwarm und Basketballstar der Schulmannschaft, haben ihre Beziehung beendet, die vom 5. Oktober bis zum 12. November dauerte. Die Geschichte wird in der Form eines Briefes erzählt, wobei Min an Ed schreibt und erklärt, warum sie sich getrennt haben. Der Brief wird begleitet von einer Kiste voll mit 43 kleinen Objekte, die für den Verlauf ihrer Beziehung Bedeutung hatten; diese wird am Ende des Briefes an Ed geschickt. Die Kiste enthält Kronkorken (das erste gemeinsame Bier), Kinokarten (der erste Kuss), eine Pappkamera (Eds Geschenk für Min), ein Küchenhandtuch (als Min Eds Schwester Joan kennenlernte und sogar von ihr gemocht wurde), getrocknete Rosenblätter (aus dem Blumenladen, als alles herauskam), Spielzeug, Fotos, Baumsamen, einen Zuckerstreuer, eine Form, mit der man Eier in Würfelform kochen kann, und verschiedene andere Dinge, die sich im Laufe ihrer Beziehung angesammelt haben. Ein Objekt nach dem anderen wird im Bild gezeigt, die dazu gehörige Geschichte wird erzählt und wird schließlich in der Kiste vor seiner Zimmertür abgelegt.

## Rezeption
- Tilman Spreckelsen von der FAZ lobt den „fulminanten“ Roman als „eines der schönsten Jugendbücher seit langer Zeit“. Ihm gefällt, wie die New Yorker Illustratorin jeden Gegenstand aus Mins Kiste „mit filigranem Pinselstrich und beherzter Farbgebung“ gemalt hat. Er findet es gut, dass eben keine typisch „unterkomplexe“ Liebesgeschichte erzählt wird, und diagnostiziert, dass Min ihren Freund permanent unterschätzt.[1]
- Der Rezensent des Focus preist den Roman als „eines der originellsten Jugendbücher der letzten Jahre“. Er weist jedoch darauf hin, dass Leanne Shapton in ihrem Buch „Bedeutende Objekte und persönliche Besitzstücke aus der Sammlung von Lenore Doolan und Harold Morris“ schon eine ähnliche Grundidee hatte.[2]

## Ausgaben
- Why we broke up, Daniel Handler (Autor), Art by Maira Kalman, Little, Brown 2011
- 43 Gründe, warum es AUS ist. Daniel Handler (Autor), Maira Kalman (Illustratorin), Birgitt Kollmann (Übersetzerin) Hanser Verlag, 2013, ISBN 978-3-446-24313-2
- 43 Gründe, warum es AUS ist. Hörbuch – Ungekürzte Ausgabe, Daniel Handler (Autor), Laura Maire (Sprecher), HörbucH Hamburg, 2013